# Ostarrichi

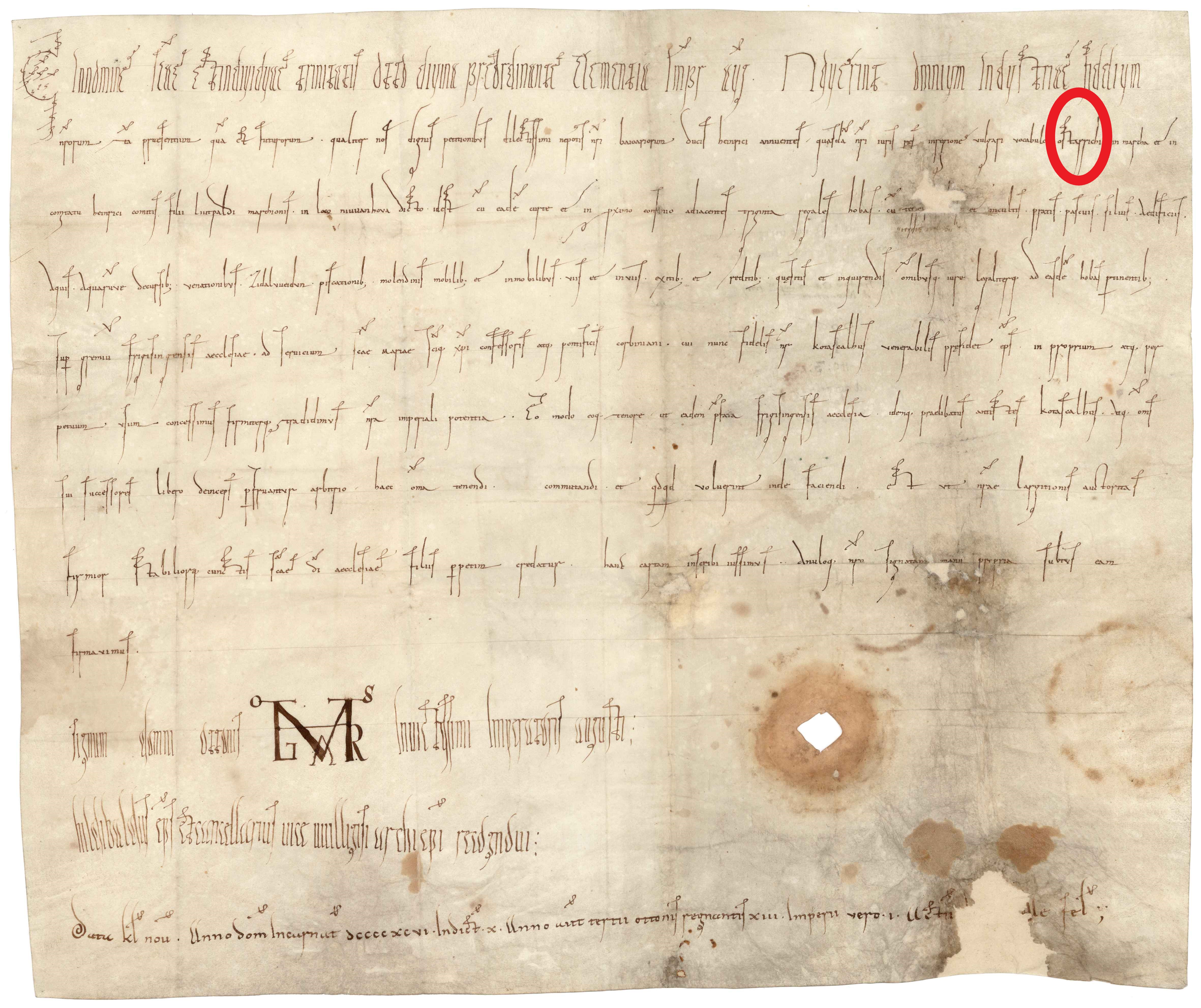
Die Ostarrîchi-Urkunde Ottos III. aus dem Jahre 996

Ostarrichi, zeitgenössisch anfangs auch Marcha orientalis, später Marcha Austriae oder Osterland, als Mark Österreich oder Markgrafschaft Österreich, ab dem 19. Jahrhundert vereinzelt auch als Ostmark bezeichnet, war nominell Teil des Herzogtums Baiern von 976 bis zur Unabhängigkeit 1156 als Herzogtum Österreich.

## Geschichte
Die älteste bekannte schriftliche Nennung des Namens „Ostarrichi“, aus dem der spätere Name für Österreich entstanden ist, stammt vom 1. November 996 aus der in Bruchsal ausgefertigten Schenkungsurkunde des römisch-deutschen Kaisers Otto III. gerichtet an den Bischof von Freising Gottschalk von Hagenau, der Ostarrichi-Urkunde. Die Urkunde wird heute im Bayerischen Hauptstaatsarchiv in München aufbewahrt. Die Schenkung umfasst Gebiete „in der im Volksmund Ostarrichi genannten Region“ (lateinisch regione vulgari vocabulo Ostarrichi), womit die Region um Neuhofen an der Ybbs im heutigen Niederösterreich gemeint war (in loco Niuuanhova dicto). Neuhofen selbst ist wohl ein königlicher Fronhof, zur Schenkung gehören auch die „dreißig in seiner unmittelbaren Umgebung liegenden Königshufen mit bebautem und unbebautem Land, mit Wiesen, Weiden, Wäldern, Gebäuden, mit Quellen und Wasserläufen, mit Jagden, Bienenweiden, Fischwässern, Mühlen, mit beweglichem und unbeweglichem Gut, mit Wegen und unwegsamem Land, mit Ausgängen und Eingängen, mit erzielten und noch zu erzielenden Erträgen und mit allem, was nach Recht und Gesetz zu diesen Hufen gehört …“
Ob der Name nur dieses Gebiet oder ein größeres bezeichnet, ist angesichts der neuerlichen bairischen Landnahme in der damaligen Grenzregion zum Magyarenreich, auf dem Gebiet der nach der Niederlage von Pressburg 907 verlorengegangenen karolingischen Awarenmark als Teil der ersten Marchia orientalis, nicht genau bekannt. Die Markgrafschaft Ostarrichi beziehungsweise Marchia orientalis umfasste wenige Jahrzehnte nach der Jahrtausendwende auch weitere Gebiete oberhalb und unterhalb der Enns. 1156 wurde die Mark Österreich vom Herzogtum Baiern abgetrennt, selbst zum Herzogtum erhoben, somit reichsunmittelbar und mit dem Privilegium minus ausgestattet.

## Namensherkunft
Althochdeutsch ôstarrîchi, eine Zusammensetzung von ôstar „östlich, im Osten, nach Osten“ und rîchi (rîhhi) „Gebiet, das einem Herrscher unterstellt ist, Machtbereich, Reichsgebiet, Herrschaft, Herrschertum“, hat schon früher existiert und bedeutete zunächst ganz allgemein „östlich gelegener Herrschaftsbereich“, kurz Ostland, Ostreich. Konkret bezeichnete es als Name im 10. Jahrhundert eine Region im Herrschaftsgebiet der babenbergischen Markgrafen im Herzogtum Baiern im Südosten des Ostfränkischen Reiches. Darüber hinaus findet sich Ostarrichi appellativisch beispielsweise im Evangelienbuch des Otfrid von Weißenburg vom Jahr 870 mit Bezug auf das fränkische Ostreich sowie für das „Land der Hunnen“ und das „Morgenland“ bzw. den „Orient“. Ein vergleichbares seit dem 13. Jahrhundert im Mittelhochdeutschen belegtes Wort Westerrich bezeichnet ein ‚westlich gelegenes Land‘.

### Althochdeutsch
In der auf Latein verfassten Ostarrichi-Urkunde werden vier nicht lateinische beziehungsweise altbairische Wörter erwähnt (Ostarrichi, Niuuanhova, hoba, zidalweidun). Als volkssprachlicher Name steht Ostarrichi hier für die in lateinischen Texten verwendete Marchia orientalis („östliche Mark“). Althochdeutsch -rîchi, rîhhi ist nicht mit Reich im heutigen Sinne zu übersetzen, sondern für einen direkt dem Herrscher gehörenden Landstrich. Die Kernregionen im ursprünglichen bairischen Siedlungsgebiet westlich der Enns wurden im Gegensatz dazu stets mit dem Wort Gau (ahd. gewi, bairisch Gai) bezeichnet (z. B. Huosigau, Isengau, Künziggau, Attergau, Mattiggau, Traungau, Chiemgau, Sundergau, Pongau). Naheliegend ist damit die Deutung als „Land im Osten“, vergleiche Austri, den germanisch-mythologischen Zwerg des Ostens, und Austrasien, das Ostfrankenreich. Im Jahre 1147 werden auf einer Urkunde König Konrads III. die Markgrafen von Österreich als Austrie marchionibus (Genitiv Singular und Dativ Plural) bezeichnet. Dieses erstmals im lateinischen Kontext gebrauchte Wort ist nicht lateinischer Herkunft, sondern geht auf altgermanisch *austar- „östlich, im Osten“ (althochdeutsch mit Monophthongierung ôstar-) zurück (die Ähnlichkeit mit lateinisch auster „Südwind“ ist zufällig, wenngleich beide Worte derselben Wortwurzel entstammen), als Landesbezeichnung latinisiert Austria. Alternativ hierzu war bis ins Hochmittelalter umgangssprachlich auch die Übersetzung von Marchia orientalis als Osterland oder Osterlant („östliches Land“ oder „Land im Osten“) in Gebrauch. Die Namensgebung wandelte sich allmählich zu Austria; im Privilegium minus wird sie Marchia Austrie „Österreichische Mark“ genannt.

### Slawisch
Um eine neue Diskussion über die Deutung des Namens Ostarrichi zu initiieren, wurde vom Salzburger Slawistikprofessor Otto Kronsteiner auch ein möglicher slawischer Ursprung vorgeschlagen. Demnach soll das Wort Ostarrichi vom karantanerslowenischen Ostriki stammen. Ausgehend von slowenisch ostra gora „der steile Berg“, wären „die Leute vom steilen Berg“ die ostriki, der ursprüngliche Name von Strengberg bei Amstetten.

### Sonstige
Es gab Ansichten, die eine Verbindung zur hypothetischen germanischen Göttin Ostara erkannten. Dies ist aber höchst umstritten und entsprang eher gewissen neuheidnischen Tendenzen mancher Forscher in der Zeit des Nationalsozialismus. Auch ein Bezug zum Ister der Griechen, dem Unterlauf der Donau, wurde zur Sprache gebracht, teilweise wird auch ein möglicher keltoromanischer Ursprung genannt. Zu all diesen Hypothesen ist die Quellenlage heute zu dürftig.

## Schreibweise
Die Schreibweise mit Zirkumflex (^) über dem i ist eine aus dem 19. Jahrhundert stammende sprachwissenschaftliche Tradition, welche die Länge des Lautes zum Ausdruck bringt. In den Originalurkunden wurde kein Zirkumflex geschrieben.

## Datum 996
Österreich feierte im Jahr 1996 die erste urkundliche Erwähnung des Namens Ostarrichi mit dem Slogan: „Tausend Jahre Österreich“. Im Jahr 1976 war das tausendjährige Jubiläum der Einsetzung Leopolds I. zum Markgrafen von Österreich gefeiert worden. Schon 1946 hatte man 950-Jahr-Feiern ausgerichtet, damals vor allem mit dem Ziel, das österreichische Nationalbewusstsein zu stärken.
Im Jahre 1996 wurde anlässlich des Jubiläums ein Saab 35 Draken des Österreichischen Bundesheer in Farben rot, weiß, rot lackiert. Der Schriftzug „Ostarrichi 996“ zierte auf der Oberseite das Flugzeug. Dieses Flugzeug war bei Flugshows bis 2005 das Aushängeschild für die Republik Österreich.

## Überblick der Entwicklung des territorialen NamensÖsterreich
- Haus Österreich (Haus Habsburg)
  - Österreichische Erblande
    - Donauföderation
    - Großösterreich
    - Kaiserreich Österreich
      - Cisleithanien („Altösterreich“)

┌────────────────────────────────────────────────────────────────────────────────────────────────────┘
- Österreichischer Reichskreis
  - Erzherzogtum Österreich
    - Oberösterreich (Habsburg)
      - Vorderösterreich
        - Burg Habsburg

      - Grafschaft Tirol
        - Tirol
        - Südtirol

      - Vorarlberg

    - Innerösterreich (heute umgangssprachlich inklusive auch für das habsburgische Niederösterreich – siehe unterhalb)
      - Fürstentum Karantanien
        - Herzogtum Kärnten
          - Kärnten
          - Herzogtum Steiermark
            - Steiermark

    - Niederösterreich (Habsburg)
      - Herzogtum Österreich

┌────────────────────────────────────────────────────────────────────────────────────────────────────┘
- Neuösterreich (Bindenschild der Babenberger)
  - Oberösterreich (ab 1918)
    - Österreich ob der Enns (1246/1251 als Austria superior; 1254/1261 als Fürstenthum ob der Enns; mit dem Februarpatent vom 26. Februar 1861 Erzherzogtum von Österreich-Ungarn)[11]
      - Altbaiern
        - Traungau

      - Operencia

  - Niederösterreich
    - Österreich unter der Enns (ab 26. Februar 1861 Erzherzogtum von Österreich-Ungarn)
      - Altösterreich (Niederösterreichisches Wappen)
        - Markgrafschaft Österreich (Ostarrichi, vulgo für neue bairische Marchia Orientalis bzw. Ostlande, nach dem Magyarensturm)

┌────────────────────────────────────────────────────────────────────────────────────────────────────┘
- Donaugrafschaft, ab 788 vom Traungau, bzw. der Enns bis nach Carnuntum, in Oberpannonien (fränkisch Pannonia Superior) der Awarenmark (später Pannonia od „plaga orientalis“), das pannonische Ostland des Frankenreich. Die Ostlande standen zunächst von der Donaugrafschaft aus unter einem Präfekten, ab 817 unter dem König von Baiern und wurde mit 828 in die bairische Marchia Orientalis bzw. Ostlande („Neubaiern“) eingegliedert
  - Awarenreich
    - Langobardenreich
      - Ostgotenreich
        - Rugierreich
          - Hunnen

┌────────────────────────────────────────────────────────────────────────────────────────────────────┘
- Noricum ripense
  - Noricum
- Pannonia prima
  - römisch Pannonia superior
    - römisch Pannonia (ursprünglich Illyricum inferius)
      - Illyricum